# Karel Kovařovic
Karel Kovařovic (ur. 9 grudnia 1862 w Pradze, zm. 6 grudnia 1920 tamże) – czeski kompozytor i dyrygent.

## Życiorys
W latach 1873–1879 studiował w Konserwatorium Praskim, gdzie uczył się gry na klarnecie, harfie i fortepianie. Pobierał także lekcje śpiewu i prywatnie uczył się kompozycji u Zdenka Fibicha. Od 1879 do 1885 roku był harfistą Teatru Narodowego w Pradze. Był kapelmistrzem orkiestry teatru czeskiego w Brnie (1885–1886) i dyrygentem teatru w Pilźnie (1886–1887). Od 1890 roku uczył w szkole muzycznej Františka Pivody, po jego śmierci pełnił natomiast do 1900 roku funkcję jej dyrektora. 
W 1895 roku założył własną 63-osobową orkiestrę, z którą wykonywał dzieła młodych kompozytorów takich jak Vítězslav Novák czy Josef Suk, a także dzieła dawnych czeskich twórców, m.in. Josefa Myslivečka. Od 1900 roku do swojej śmierci w 1920 roku pełnił funkcję pierwszego dyrygenta Teatru Narodowego w Pradze. Dał koncerty w Wiedniu (1918) oraz Paryżu i Londynie (1919).

## Twórczość
Zarówno jako kompozytor, jak i dyrygent, skupiony był na twórczości operowej, której przypisywał szczególną rolę w kształtowaniu uczuć narodowych wśród narodu czeskiego. Pełniąc przez dwie dekady funkcję pierwszego dyrygenta Teatru Narodowego w Pradze przygotował liczne przedstawienia, w tym ponad sto premier operowych, operetkowych i baletowych, propagował twórczość Bedřicha Smetany i Antonína Dvořáka. Poprowadził prapremiery oper Rusałka Dvořáka (1901), Vlasty skon Otakara Ostrčila (1904), Jessika Josefa Bohuslava Foerstera (1905) i Karlštejn Vítězslava Nováka (1916). Krytycznie oceniał natomiast Jenůfę Leoša Janáčka i wielokrotnie między 1904 a 1916 rokiem odrzucał jej partyturę, zanim w końcu po wymuszonych na kompozytorze zmianach zgodził się ją wykonać.

## Wybrane kompozycje
(na podstawie materiałów źródłowych)

### Utwory orkiestrowe
- uwertura Veseloherní (1880)
- poemat symfoniczny Únos Persefony (1887)
- uwertura Dramatická (1891)
- Koncert fortepianowy (1894)
- Symfonické intermezzo (1896)

### Utwory kameralne
- 3 kwartety smyczkowe (I D-Dur 1878, II a-moll 1887, III G-Dur 1894)

### Opery
- Ženichové (wyst. Praga 1884)
- Cesta oknem (wyst. Praga 1886)
- Noc Šimona a Judy (wyst. Praga 1892)
- Psohlavci (wyst. Praga 1898)
- Na starém bělidle (wyst. Praga 1901)

### Operetka
- Edip král (wyst. Praga 1894)

### Balety
- Hašiš (wyst. Praga 1884)
- Pohádka o nalezeném štěstí (wyst. Praga 1886)
- Na zaletech (wyst. Praga 1909)